# Odisha FC
Odisha FC är ett professionellt indiskt herrfotbollslag som spelar i Indian Super League. Laget skapades den 21 april 2014. 2019 bytte man namn från Delhi Dynamos FC till dagens namn, Odisha FC. Stuart Baxter är tränare sedan 2020.